# فيكتور ماريرو
فيكتور ماريرو (بالإنجليزية: Victor Marrero)‏ هو قاضي ومحامي أمريكي، ولد في 1942.